# Les Enquêtes Scapola
Les Enquêtes Scapola est une série de bande dessinée créée en 2000 par les frères jumeaux Georges Van Linthout et Stibane. La série met en scène un duo d'enquêteurs au service du Vatican.

## Synopsis
Le Père Ludovic est un jeune enquêteur gynéphobe (peur des femmes) du service de sécurité du Vatican, sous les ordres du cardinal Scapola. Pour résoudre les affaires de l'Église, ce dernier lui adjoint sa meilleure enquêtrice, la jolie Alys, spontanée et gentiment provocatrice. Mais ce n'est pas du goût du pauvre prêtre qui, malgré la prononciation du vœu de chasteté, va devoir résister à toutes les tentations !

### Personnages
- Alys
- Ludovic
- Cardinal Scapola

## Albums

### 1. Le manuscrit de Judas
- 46 pages, éditions Casterman, novembre 2000,  (ISBN 2-2033-5633-2)

En fouillant les ruines de l'abbaye de Montclair, un archéologue découvre le sarcophage d'Albinius, évêque du XIVe siècle, qui aurait dû fuir l'Inquisition pour avoir en sa possession un manuscrit de Judas Iscariote. Si l'on croit la légende, ce parchemin pourrait bien faire vaciller toute l'Église catholique romaine. Alys et Ludovic sont envoyés dans les Ardennes éclaircir le mystère, sur fond de mercenariat.

### 2. Les douze pierres
- 46 pages, éditions Casterman, septembre 2001,  (ISBN 2-2033-5653-7)

Le musée du Vatican est victime d'un cambriolage pour le moins surprenant : seules douze pierres précieuses ont disparu, mais des objets de bien plus grande valeur et davantage accessibles n'ont pas intéressé le ou les voleurs ! L'enquête menée par Alys et Ludovic les conduit au monastère de Monte Tremito, contre lequel « La Bête » semble s'acharner. Alys découvre une étoffe cachée dans un sarcophage isolant : serait-ce là le Saint-Suaire ?

### 3. La porte
- 46 pages, éditions Casterman, février 2003,  (ISBN 2-2033-5682-0)

Un cri déchire la nuit vaticane ! Rapidement accouru sur place, les gardes suisses découvrent le cadavre d'un prêtre, les yeux brûlés... Ne dit-on pas que les yeux sont le miroir de l'âme ? Cette fois, il semblerait bien que Le Malin vienne attaquer l'Église catholique romaine dans ses propres murs ! Par précaution, Scapola appelle un exorciste pour épauler nos deux enquêteurs, et son aide sera décisive.